# Pension pro svobodné pány
Pension pro svobodné pány je český film natočený režisérem Jiřím Krejčíkem v roce 1967 podle divadelní hry Seána O'Caseyho. Situační komedie se odehrává v pensionu, do něhož si svobodný mládenec (Josef Abrhám) tajně přivede svou milenku (Iva Janžurová) a snaží se jí skrýt jednak před přísnou paní domácí (Věra Ferbasová), jednak před svým nenadále se navrátivším spolubydlícím (Jiří Hrzán).

## Zajímavost
Mladého pána, kterého posléze hrál Jiří Hrzán měl původně hrát Vladimír Pucholt (kamerové zkoušky proběhly), k čemuž ale nedošlo z důvodů jeho emigrace.